# Go and Live... Stay and Die
Go and Live... Stay and Die è il primo album in studio del gruppo musicale thrash metal tedesco Vendetta, pubblicato dall'etichetta discografica Noise Records nel 1987.

## Il disco
Si tratta del disco d'esordio della band, ed uscì sull'onda del thrash metal tedesco emergente in quel periodo. Nonostante ciò, la musica che il gruppo propose, fin da questa prima uscita, si differenziò in parte da quella di gruppi come Kreator, Sodom e Destruction, scegliendo soluzioni stilistiche di maggiore complessità dal punto di vista della tecnica esecutiva. Anche i testi vennero concepiti in maniera diversa da quelli solitamente satanici e sanguinari presentati, all'epoca, dai gruppi affini, infatti la band decise perlopiù di affrontare temi a connotazione sociopolitici. Caratteristica comune con i primi due album dei Kreator fu invece la presenza di pezzi cantati alternativamente da due diversi cantanti.
Il disco uscì nel 1987 su disco in vinile, pubblicato dalla Noise Records in Europa e dalla Combat Records negli Stati Uniti. Il CD fu invece dato alle stampe l'anno successivo e venne poi ristampato nel 2007 dalla Metal Axe Records, in edizione rimasterizzata e con l'aggiunta di due bonus tracks. La stessa versione fu nuovamente pubblicata nel 2010, questa volta ad opera della Twilight Zone Records.

## Tracce
Testi di Achim Hömerlein "Daxx".
1. Suicidal Lunacy – 6:46
2. Go and Live ... Stay and Die – 6:10
3. Traitor's Fate – 6:10
4. System of Death – 8:02
5. Drugs and Corruption – 1:16
6. Revolution Command – 5:26
7. On the Road – 3:48

Tracce bonus nelle ristampe in CD del 2007 e del 2010
1. And The Brave Man Fails – 4:06
2. Brain Damage (live) – 4:00

## Formazione
- Achim Hömerlein "Daxx" – chitarra, voce (tracce 1, 3, 4, 6-8)
- Michael Wehner "Micky" – chitarra, voce (tracce 2, 3, 5, 8)
- Klaus Ullrich "Heiner" – basso
- Andreas Samonil "Samson" – batteria

### Produzione
- Harris Johns – produzione, ingegneria del suono, missaggio
- Phil Lawvere – grafica